# Église Saint-Pierre-et-Saint-Paul de Marennes-Hiers-Brouage
Pour les articles homonymes, voir Église Saint-Pierre-et-Saint-Paul.
L'église Saint-Pierre-et-Saint-Paul est une église catholique située à Marennes-Hiers-Brouage, en France.

## Localisation
L'église est située dans le département français de la Charente-Maritime, sur la commune de Marennes-Hiers-Brouage.

## Historique
La construction de l’église de Brouage s’est terminée en 1608. 

## Patrimoine et exposition
Samuel de Champlain est originaire de Brouage. À l'intérieur de l’église, le Comité du Mémorial de la Nouvelle-France présente une exposition intitulée «Il était une foi… en Nouvelle-France». Elle évoque les débuts de la chrétienté dans les territoires de l'Amérique du Nord-Est, l'arrivée des premiers découvreurs accompagnés de leurs aumôniers, l'établissement de l'Église en Nouvelle-France, l'apostolat des missionnaires pour la conversion des Amérindiens, la fondation des œuvres charitables et l'installation progressive du clergé, autant d'étapes qui ont donné naissance, à la fin du XVIIe siècle, à l'Église en Nouvelle-France.
Dans l'église, huit vitraux illustrent l'histoire civile et religieuse de la Nouvelle-France.
- L'épopée de l'Isle Sainte-Croix, 1604. Œuvre de Nicolas Sollogoub. Don du gouvernement du Nouveau-Brunswick représenté par M. Richard Hatfield, 1982.
- Fondation de la ville de Québec par Samuel de Champlain, 1608. Œuvre de Nicolas Sollogoub. Don de la ville de Québec, 1983.
- Hommage à la cité de Brouage. Œuvre de Jacques Viviani, d'après Nicolas Sollogoub. Don de l'État français conjointement avec la région Poitou-Charentes, le département, la commune, le Comité du mémorial et la paroisse. 1987.
- Souvenance. L'Ontario au temps de la Nouvelle-France. Œuvre de Stephen Taylor. Don du gouvernement de l'Ontario, 1991.
- Le Bienheureux François de Montmorency-Laval (1623-1708). Œuvre de Nicolas Sollogoub. Don de madame Simone Guichard, 1995.
- Le Québec, au fil de son histoire. Œuvre de Nicolas Sollogoub. Don du gouvernement du Québec, 2001.
- Les origines de la ville de Montréal, 1642. Œuvre de Nicolas Sollogoub. Don de la ville de Montréal, 2007.
- Jeanne Mance (1606-1673). Œuvre de Nicolas Sollogoub, 2015.

Un neuvième vitrail représentant Marguerite Bourgeoys est attendu pour 2017-2018.
Devant l'église se trouve le monument dédié à Samuel de Champlain.

## Protection
L'église Saint-Pierre-et-Saint-Paul est inscrite au titre des monuments historiques en 1931.